# Mastholte
Mastholte is een dorp in Noordrijn-Westfalen en is een stadsdeel van Rietberg. De plaats telt 6.730 inwoners (2021) en is gelegen aan het 26,6 hectare grote Mastholter See.

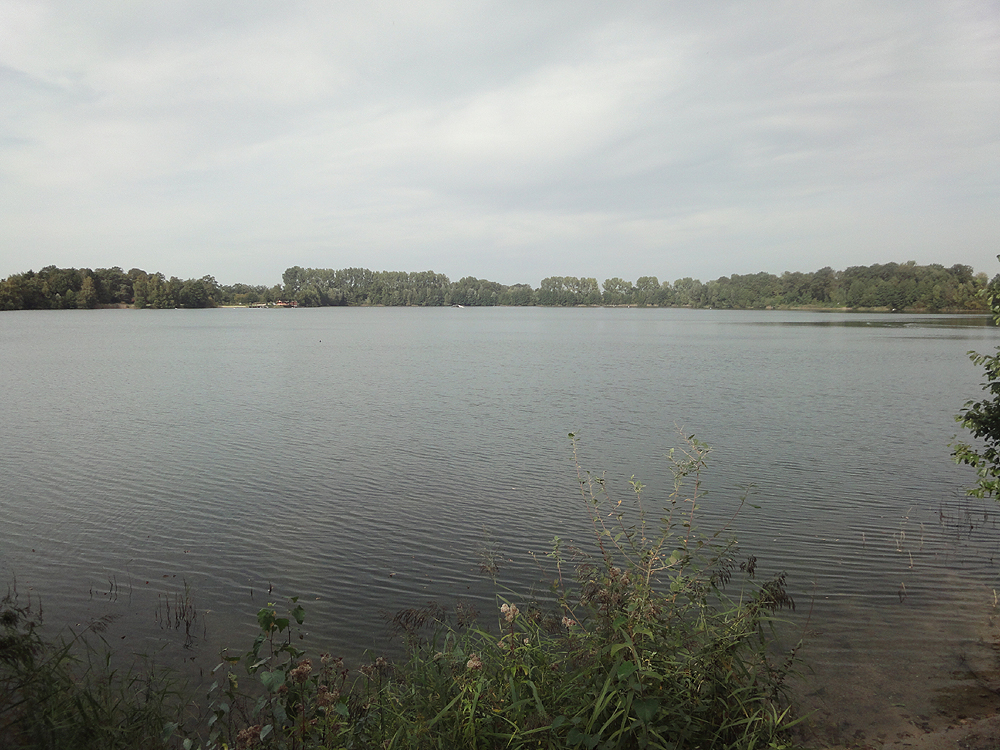
Mastholter See